# Marie-Anne Frenken
Marie-Anne Frenken (11 de febrero de 1982) es una deportista neerlandesa que compitió en remo.
Ganó dos medallas en el Campeonato Mundial de Remo, en los años 2013 y 2015, y dos medallas en el Campeonato Europeo de Remo, en los años 2013 y 2014.

## Palmarés internacional
| Campeonato Mundial | Campeonato Mundial      | Campeonato Mundial | Campeonato Mundial      |
| Año                | Lugar                   | Medalla            | Prueba                  |
| ------------------ | ----------------------- | ------------------ | ----------------------- |
| 2013               | Chungju (Corea del Sur) | Medalla de oro     | Cuatro scull ligero     |
| 2015               | Aiguebelette (Francia)  | Medalla de bronce  | Cuatro scull ligero     |
| Campeonato Europeo |                         |                    |                         |
| Año                | Lugar                   | Medalla            | Prueba                  |
| 2013               | Sevilla (España)        | Medalla de bronce  | Scull individual ligero |
| 2014               | Belgrado (Serbia)       | Medalla de plata   | Scull individual ligero |